# 贝加克马达
贝加克马达，是西班牙卡斯蒂利亚-莱昂莱昂省的一个市镇。 总面积73平方公里，总人口509人（001年），人口密度7人/平方公里。